# 1968 في سويسرا
فيما يلي قوائم الأحداث التي وقعت خلال عام 1968 في سويسرا.

## رياضة
- 7 نوفمبر – أولمبياد الشطرنج 1968

## كتب
من الكتب التي صدرت هذه السنة في سويسرا:
- 1 يناير – عربات الآلهة؟ من تأليف إريك فون دانكن.

## مواليد

### يناير
- 5 يناير – ديجي بوبو[1]
- 22 يناير – الآن سوتر لاعب كرة قدم سويسري.

### مايو
- 2 مايو – جيف اغوس لاعب كرة قدم أمريكي.[2]

### يونيو
- 11 يونيو – ألويس، ولي عهد ليشتنشتاين[3]

### يوليو
- 2 يوليو – أدريان كنوب لاعب كرة قدم سويسري.[4]
- 5 يوليو – أليكس تسولي درّاج طريق سويسري.[5]

### أغسطس
- 8 أغسطس – ماركو غراسي لاعب كرة قدم سويسري.[6]

### سبتمبر
- 1 سبتمبر – باتريك سلفستر لاعب كرة قدم سويسري.[7]
- 6 سبتمبر – برونو ريسي دراج سويسري.
- 14 سبتمبر – كارين كشويندت لاعبة كرة مضرب نمساوية.

## وفيات

### فبراير
- 1 فبراير – ويلي جايجي (مواليد 1906) لاعب كرة قدم سويسري.

### يونيو
- 2 يونيو – آر نوريس ويليامز (مواليد 1891) لاعب كرة مضرب أمريكي.[8]

### ديسمبر
- 10 ديسمبر – كارل بارث (مواليد 1886)[9]